# 薬丸裕英
薬丸 裕英（やくまる ひろひで、1966年2月19日 - ）は、日本のタレント、司会者。男性アイドルグループシブがき隊の元メンバー。愛称は、ヤッくん。
東京都武蔵野市出身。ジャニーズ事務所を経て、オールラウンド所属。

## 来歴
両親はともに鹿児島県出身。東京都武蔵野市生まれだが、幼少時代から高校時代までは、東京都港区白金台、武蔵村山市、東大和市などを転々として育つ。
薬丸自身も1995年からレギュラーを務める『出没!アド街ック天国』2007年2月3日放送分では、武蔵村山市で過ごした少年時代のエピソードが披露された。小学生時代に市内で新聞配達をしていた薬丸が、村山団地前の水たまりに新聞を全て落としてしまったところ、当時の東京新聞武蔵村山支店長であった辻末範昌が、途方に暮れてうずくまる薬丸の肩を叩き「新しい新聞はたくさんあるから大丈夫だよ」と声をかけ、薬丸とともに残りの家へ新聞を配達したという。その辻末はのちに武蔵村山市議会議員となった。
武蔵村山市立第四中学校卒業、明治大学付属中野高等学校定時制中退。
1981年、TBS『2年B組仙八先生』でデビュー。他に本木雅弘、布川敏和、三田寛子がこのドラマでデビューした。
1982年、3人組男性アイドルグループ・シブがき隊のメンバーとして、シングル『NAI・NAI 16』で歌手デビュー。当時はジャニーズ事務所に所属し、この頃から少年隊の東山紀之とは仲が良かった。シブがき隊の「解隊」後は、マルチタレントとして映画やテレビドラマ、バラエティ番組などに出演し、ジャニーズ事務所の後輩とも度々共演している。1996年から2014年まで17年半にわたり、岡江久美子とともに『はなまるマーケット』の総合司会を務めた。
なお、『はなまるマーケット』にて長年共演した岡江とは不仲説も囁かれたが、薬丸も岡江もともに否定している。
1990年6月4日、アイドル時代から交際を続けていた石川秀美との婚約を発表。記者会見時の場で、石川が妊娠6カ月であることも併せて報告した。4日後の6月8日に入籍。同年10月に第1子となる長男・翔が誕生。のちに薬丸は3男2女の父親となり、また石川は結婚後に芸能界を引退している。
2014年3月をもって『はなまるマーケット』（TBS）が終了し、翌月より『なないろ日和!（テレビ東京）』の月曜から木曜のMCに起用される。同時期には『バイキング』（フジテレビ）の木曜レギュラーも決まり、さらに2017年からは『よじごじDays』（テレビ東京）の木曜MCにも抜擢され、木曜日は朝・昼・夕方と生放送に3番組連続で出演している。
2022年、鹿児島県曽於郡大崎町ふるさとPR大使に就任。

## 家族
妻は元歌手の石川秀美、長男は俳優の薬丸翔、長女はタレントの薬丸玲美（Remi）。2021年1月中旬、長男・翔に第1子となる男児が誕生。薬丸にとっては初孫となる。また、従兄は元十両力士の清の富士猛。
次男の薬丸隼人はサッカー選手としてCEサバデルフベニールB（ユース）やウーロンゴン・オリンピックFCに所属し、現役引退後はフォルトゥナ・デュッセルドルフで日本向け広報や田中碧の通訳として勤務している。三男もサッカー選手を目指しており、小学生時代は東京ヴェルディジュニアに所属、DFとしてプレーしていた。

## 出演

### テレビドラマ
- 2年B組仙八先生（1981年4月17日 - 1982年3月26日、TBSテレビ） - 前川克也 役
- 女7人あつまれば（1982年10月12日 - 1983年2月8日、TBSテレビ） - 手島透 役
- 大河ドラマ「峠の群像」（1982年1月10日 - 12月19日、NHK） - 伊達村豊 役
- 月曜スター劇場「源さん」（1983年5月16日 - 9月26日、日本テレビ）
- 噂のポテトボーイ（1983年10月13日 - 1984年3月29日） - 純 役
- オールスターアイドルドラマ「走れ青春42.195キロ」（1984年4月11日、テレビ東京）
- ふたりの恋人・殺し屋から愛をこめて!〜ロマンチック連続殺人（1984年8月18日、TBS）
- 月曜ドラマランド（フジテレビ）
  - シブがき隊のスシ食いねェ!（1986年5月5日、フジテレビ）
  - とっておき家族（1987年2月23日、フジテレビ） - 夏希 役
- 赤ちゃんに乾杯!（1987年10月10日 - 12月26日、TBSテレビ） - 笠原壮介 役
- オトコだろッ!（1988年7月21日 - 9月22日、フジテレビ）
- カッ飛び!ヤンヤン姫（1988年10月4日 - 12月27日、テレビ東京）
- 男と女のミステリー（フジテレビ）
  - 「さよならは一度だけ…」（1988年11月4日）
  - 「街」（1989年4月21日、フジテレビ） - 山地繁樹 役
- さよなら李香蘭（1989年12月1・2日、フジテレビ） - 軍人 役
- ナショナル劇場「翔んでる!平賀源内」（1989年5月8日 - 9月18日、TBSテレビ・C.A.L） - 結城一平 役
  - 第9話「殺意が潜む大井川」（1989年7月3日） - 筧新之介 役
- 木曜劇場「過ぎし日のセレナーデ」（1989年10月19日 - 1990年3月22日、フジテレビ） - 森下徹 役
- 火曜サスペンス劇場（日本テレビ）
  - 「弁護士・朝日岳之助」シリーズ（1989年 - 1999年） - 朝日達也 役
    - 弁護士・朝日岳之助 1（1989年10月17日）
    - 弁護士・朝日岳之助 2（1990年5月29日）
    - 弁護士・朝日岳之助 3（1991年10月22日）
    - 弁護士・朝日岳之助 4（1992年8月11日）
    - 弁護士・朝日岳之助 5（1993年12月21日）
    - 弁護士・朝日岳之助 6（1995年1月10日）
    - 弁護士・朝日岳之助 7（1996年1月16日）
    - 弁護士・朝日岳之助 8（1996年7月16日）
    - 弁護士・朝日岳之助 9（1997年3月4日）
    - 弁護士・朝日岳之助 10（1997年7月8日）
    - 弁護士・朝日岳之助 11（1998年2月17日）
    - 弁護士・朝日岳之助 12（1999年1月26日）

  - 「松本清張スペシャル・危険な斜面」（1990年10月30日） - 沼田正二 役
- ドラマチック22「改札口・'90北海道秋物語-帰省編」（1990年11月24日、TBSテレビ） - 琴子（鉄雄） 役[12]（VHSビデオでリリースされた際のタイトルは「ニューハーフ故郷に帰る〜改札口」）
- 土曜グランド劇場「いけない女子高物語」（1990年1月13日 - 3月24日、日本テレビ）
- トップスチュワーデス物語（1990年4月17日 - 6月26日、TBSテレビ） - 松下（アシスタントパーサー） 役
- 女キャスター物語（1990年8月26日 - 9月30日、テレビ東京）
- もう誰も愛さない（1991年4月11日 - 6月27日、フジテレビ） - 牧村通 役
- 初恋の殺人者（1991年7月26日、フジテレビ）
- 木曜ゴールデンドラマ「最後の張り込み」（1991年9月19日、日本テレビ）
- 世にも奇妙な物語（フジテレビ）
  - 91'冬の特別編「王様の耳はロバの耳」（1991年1月3日） - 則男 役
  - 「みどり紙」（1991年11月7日） - 樽崎明 役
  - 「けむり男」（1992年4月16日） - 小森勇一 役
- 映画みたいな恋したい「小さな恋のメロディ」（1992年12月5日・12日、テレビ東京）
- 裸の大将 第61話「清のお見合い縁結び」（1993年5月16日、KTV / 東阪企画） - 藤島慎次 役
- 闇を斬る! 大江戸犯科帳 第22話「闇奉行死す!」（1993年、日本テレビ） - 木戸新之助 役
- 水戸黄門（TBS・C.A.L）
  - 第23部 第14話「母を慕った逃亡者 -敦賀-」（1994年11月7日） - 国太郎 役
  - 第24部 第23話「親子で競う山中塗り -大聖寺-」（1996年2月26日） - 半助 役
- 十津川警部シリーズ7 豪華特急トワイライト殺人事件（1995年1月2日） - 堀井（刑事）役
- 外科医柊又三郎（1995年7月6日 - 9月28日、テレビ朝日） - 見城実（麻酔医） 役
- 棟居刑事の復讐（1996年11月16日、テレビ朝日、土曜ワイド劇場） - 大江雅弘 役
- 海まで5分（1998年6月28日 - 9月20日、TBSテレビ、東芝日曜劇場） - 主演・坂本浩平 役
- 笑ゥせぇるすまん SALE2「シルバーバンク」（1999年7月3日、テレビ朝日） - 加手井延満 役
- はなまるマーケット殺人事件（2000年3月10日、TBSテレビ、金曜テレビの星!） - 薬丸裕英 役
- パンチライン（2006年3月26日、TBSテレビ） - 友情出演
- パパドル! 第4話（2012年5月17日、TBSテレビ） - 本人 役

### 映画
- シブがき隊 ボーイズ & ガールズ（1982年7月10日公開、東映） - 公明 役
- ヘッドフォン・ララバイ（1983年7月16日公開、東映） - 安藤豊 役
- バロー・ギャングBC （1985年4月27日公開、東映） - 八雲浩 役
- 十六歳のマリンブルー（1990年） - 立林邦彦 役
- 億万長者になった男。（1994年、ヒーロー） - 主演・拝島哲也 役

### オリジナルビデオ
- セクシーレディは誘拐がお好き（1991年）
- トップ・デリバリー（1992年）
- もっと過激 ふざけんじゃネェ!（1994年）
- 女豹 灼熱のスナイパー（1994年）

### 劇場アニメ
- 劇場版ポケットモンスター 結晶塔の帝王 ENTEI （2000年、東宝） - ジョン 役
- 若おかみは小学生! （2018年、ギャガ） - 関正次 役[13]

### バラエティ・情報番組

#### 現行
- 出没!アド街ック天国（1995年 - 、テレビ東京） - レギュラー
- なないろ日和!（2014年 - 、テレビ東京） - 香坂みゆきと共に司会を担当。
- よじごじDays（2017年 - 、テレビ東京） - 木曜MC
- 薬丸マネー塾〜人生後半お金に好かれる生き方〜（2024年4月6日 - 、BS-TBS） - MC[14]

#### 過去
- 象印クイズ ヒントでピント（1990年1月 - 1994年9月、テレビ朝日） - レギュラー解答者
- はなまるマーケット（1996年 - 2014年、TBS） - 岡江久美子と共に総合司会を担当。
  - ウラまるカフェ→帰ってきた!ウラまるカフェ（2000年10月 - 2001年3月、2001年10月 - 2002年3月、TBS） - はなまるマーケットの派生番組として深夜枠で放送。「ブラザー薬丸」名義で単独司会。
- ものまね王座決定戦（1998年 - 2000年、フジテレビ） - 1998年秋は審査員を担当。1999年春 - 2000年春は司会を担当。
- パパアミーゴ!（1998年 - 1999年、フジテレビ）
- ほんパラ!関口堂書店 → ほんパラ!痛快ゼミナール（2000年 - 2002年、テレビ朝日） - レギュラー
- リンクTV[15]（2000年 - 2001年、テレビ東京）
- SAMBA・TV（2000年12月30日 - 2001年1月1日、TBS）
- イチオシ（2001年 - 2002年、テレビ東京）
- 自信回復TV 胸はって行こう! （2002年、フジテレビ）
- ぴったんこカン・カン（2003年 - 2021年、TBS） - 準レギュラー
- チャンネル☆ロック!（2004年 - 2006年、TBS）
- 熱中時間 忙中"趣味"あり（2004年 - 2010年、NHK・BS2）
- 快適!住まいるナビ（2004年、テレビ東京） - 司会
- デッドエイジ （2004年 - 2005年、フジテレビ）
- オジサンズ11 （2007年10月 - 2008年9月、日本テレビ）
- 復活の日（2008年 - 2009年、TBS）
- 歌の楽園（2010年、テレビ東京）
- 世界の旅行会社が選ぶ世界で最も美しい街ベスト10（BS-TBS、2013年1月1日・2日） - ナビゲーター
- バイキングMORE（2014年4月3日 -　2022年3月31日、フジテレビ） - 木曜レギュラー
- 僕たちは昭和を生きた（2014年 - 2016年、BS-TBS） - ナビゲーター
- トコトン掘り下げ隊!生き物にサンキュー!!（2014年 - 2018年、TBS） - レギュラー
- 教えて!ニュースライブ 正義のミカタ（2014年 - 2017年、朝日放送） - 週替りレギュラー

### ラジオ
- 薬丸裕英の「大人のミ・カ・タ」（2002年度ナイターシーズンオフ、TBSラジオ）
- ギャルズオンリー 男の子達Θ!!（進入禁止）（文化放送）

### CM・広告
- ハウス食品「ロッカッキー」（1980年） - 当時まだジャニーズJr.だった東山紀之・松原康行・浜中隆の3名と共に近藤真彦のバックダンサーを務めた
- 食糧庁（1990年）
- サントリー「モルツ」（1991年）
- サンヨー食品「サッポロ一番おいしい麺屋さん」
- ヤマサ醤油「昆布つゆ」
- アメリカンファミリー生命保険会社 「スーパーがん保険ワイド」
- ポッカコーポレーション 「じっくりコトコト煮込んだスープ」
- NTTドコモ「パケットパック」
- トミー（現：タカラトミー）「プラレール 僕も今日から駅長さん」（1999年）
- ライオン 「アクロン」、「アクロンコットン&カジュアル」、「スパーク」 - スパークは妻・秀美と共演
- 味の素AGF「コーヒーギフト」（1991年 - 1994年） - 秀美と共演
- アリコジャパン - 秀美と共演
- 日清オイリオグループ 「日清サラダ油セット」 - 当時は日清製油。秀美と共演
- シュガーレディ（2007年）
- 武田薬品工業（現在は武田コンシューマーヘルスケアから販売）「ベンザブロックL」（2007年）
- イオン「幸せの黄色いレシートキャンペーン」（2011年） - 秀美と共演
- 中部電力 「それぞれの立場」 - 原子力発電推進
- ゴールドプラザ（2012年） - イメージキャラクター「薬丸裕英店長」
- ほけんの窓口（2012年） - 秀美と共演
- 森永乳業「森永カルダス」（2013年） - 秀美と共演
- エスエス製薬「ガストール アクティブ」（2014年）

ほか多数

## 書籍
- パパははなまる主夫（1998年、集英社） ISBN 4087802655、集英社文庫 ISBN 4087473074
- （薬）式・幸福（しあわせ）家族の処方箋（2001年、小学館） ISBN 4093791449
- 薬丸裕英の完食!!レシピbest 87（2003年、ソニー・マガジンズ） ISBN 4789720373